# Antonio Salazar (piłkarz)
Antonio „Hulk” Salazar Castillo (ur. 7 lutego 1989 w Ciudad Madero, zm. 8 maja 2022 w Tonali) – meksykański piłkarz występujący na pozycji napastnika.

## Kariera klubowa
Salazar jest wychowankiem klubu Chivas de Guadalajara, do którego seniorskiej drużyny został włączony jako osiemnastolatek przez szkoleniowca José Manuela de la Torre po kilku latach gry w trzecioligowych i drugoligowych rezerwach, CD Tapatío. W meksykańskiej Primera División zadebiutował 11 kwietnia 2007 w zremisowanym 2:2 spotkaniu z Tecos UAG, jednak nie potrafił sobie wywalczyć miejsca w wyjściowej jedenastce i na ligowych boiskach pojawiał się sporadycznie. W tym samym roku dotarł z Chivas do finału najbardziej prestiżowych rozgrywek kontynentu, Ligi Mistrzów CONCACAF, a premierowego gola w najwyższej klasie rozgrywkowej strzelił 26 kwietnia 2008 w wygranej 4:0 konfrontacji z Pueblą. W styczniu 2010 udał się na wypożyczenie do zespołu Jaguares de Chiapas z siedzibą w mieście Tuxtla Gutiérrez, w którym spędził półtora roku, początkowo w roli rezerwowego, a po kilkunastu miesiącach zaczął częściej pojawiać się w wyjściowej jedenastce.
Latem 2012, po przyjściu do drużyny Chivas nowego trenera, Johna van ’t Schipa, który nie widział dla niego miejsca w zespole, Salazar został po raz kolejny wypożyczony do Jaguares de Chiapas.
| Sezon     | Klub                  | Kraj   | Rozgrywki        | Mecze | Bramki |
| --------- | --------------------- | ------ | ---------------- | ----- | ------ |
| 2006/2007 | Chivas de Guadalajara | Meksyk | Primera División | 3     | 0      |
| 2007/2008 | Chivas de Guadalajara | Meksyk | Primera División | 2     | 1      |
| 2008/2009 | Chivas de Guadalajara | Meksyk | Primera División | 3     | 0      |
| 2009/2010 | Chivas de Guadalajara | Meksyk | Primera División | 1     | 0      |
| 2009/2010 | Jaguares de Chiapas   | Meksyk | Primera División | 3     | 2      |
| 2010/2011 | Jaguares de Chiapas   | Meksyk | Primera División | 19    | 2      |
| 2011/2012 | Chivas de Guadalajara | Meksyk | Primera División | 11    | 1      |
| 2012/2013 | Jaguares de Chiapas   | Meksyk | Primera División |       |        |

## Kariera reprezentacyjna
W 2009 roku Salazar został powołany przez selekcjonera Juana Carlosa Cháveza do reprezentacji Meksyku U-20 na Młodzieżowe Mistrzostwa Ameryki Północnej. Tam był podstawowym piłkarzem swojej drużyny i wystąpił we wszystkich trzech spotkaniach od pierwszej minuty, zdobywając bramkę w spotkaniu z Trynidadem i Tobago (2:2), a jego kadra narodowa zanotowała remis i dwie porażki, zajmując ostatnie miejsce w grupie, przez co nie zdołała zakwalifikować się na Mistrzostwa Świata U-20 w Egipcie.